# Alang Alang Lebar (plaats)
Alang Alang Lebar is een bestuurslaag in het regentschap Palembang van de provincie Zuid-Sumatra, Indonesië. Alang Alang Lebar telt 8535 inwoners (volkstelling 2010).